# Línea Jōhoku

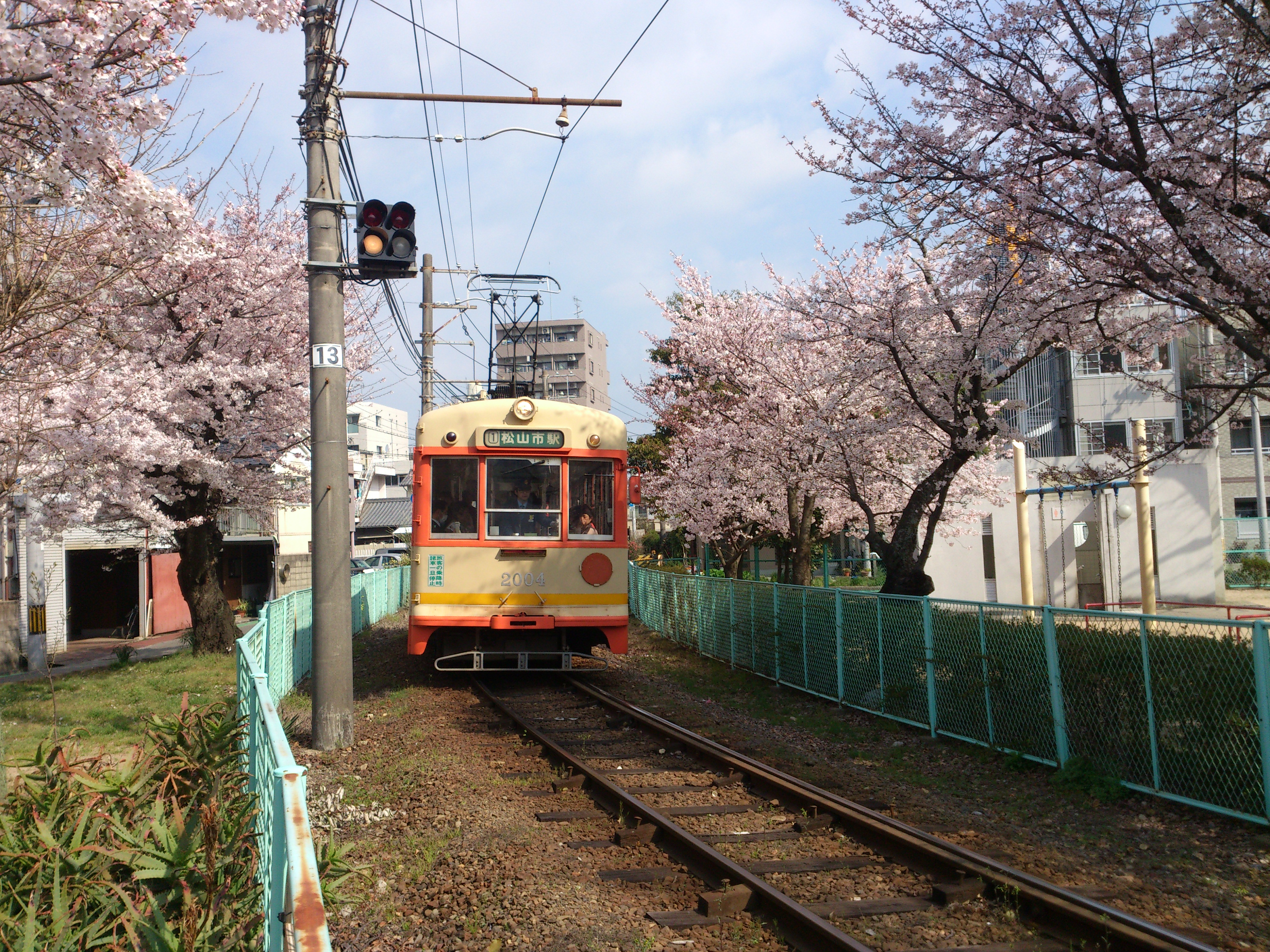
Trenes de la línea Johoku de Iyo Railway.

La línea Johoku (城北線 Jōhoku-sen?) es una de las líneas urbanas del Ferrocarril Iyo. Se extiende desde la estación Komachi (古町駅 Komachi-eki?) hasta la estación Heiwadōri 1 (平和通一丁目駅 Heiwadōri-itchōme-teiryūjō?), ambas en la ciudad de Matsuyama de la prefectura de Ehime.
Es la única línea de ferrocarril de las líneas urbanas del Ferrocarril Iyo, ya que las demás son tranvías. Esto se debe a que la línea perteneció a Ferrocarril Dōgo (道後鉄道 Dōgo Tetsudō?), antes de pasar a la órbita del Ferrocarril Iyo.

## Datos
- Distancia total: 2,7 km
- Ancho de vía: 1067mm
- Cantidad de estaciones: 9 (incluidas las cabeceras)
- Cantidad de vías: vía única
- Electrificación: toda la línea (DC600V)

## Recorrido
1. Estación Komachi (古町駅 Komachi-eki?), combinación con la línea local Takahama y la línea urbana Ōtemachi.
2. Estación Kayamachi 6 (萱町六丁目停留場 Kayamachi-rokuchōme-teiryūjō?)
3. Estación Honmachi 6 (本町六丁目停留場 Honmachi-rokuchōme-teiryūjō?), combinación con la línea local Honmachi.
4. Estación Kiyachō (木屋町停留場 Kiyachō-teiryūjō?)
5. Estación Takasagochō (高砂町停留場 Takasagochō-teiryūjō?)
6. Estación Shimizumachi (清水町停留場 Shimizumachi-teiryūjō?)
7. Estación Teppōchō (鉄砲町停留場 Teppōchō-teiryūjō?)
8. Estación Hospital de la Cruz Roja (赤十字病院前停留場 Sekijūjibyōinmae-teiryūjō?)
9. Estación Heiwadōri 1 (平和通一丁目停留場 Heiwadōri-itchōme-teiryūjō?)

### Ramales
Los ramales 1 y 2 recorren la Línea Johoku en su totalidad.
- Ramal 1 (Circunvalación en sentido horario): Estación Matsuyamashi → Línea Hanazono → Minami-Horibata → Línea Jōnan → Nishi-Horibata → Línea Ōtemachi → Komachi → Línea Jōhoku → Heiwadōri 1 → Línea Renraku → Kami-Ichiman → Línea Jōnan → Minami-Horibata → Línea Hanazono → Estación Matsuyamashi
- Ramal 2 (Circunvalación en sentido contra horario): Estación Matsuyamashi → Línea Hanazono → Minami-Horibata → Línea Jōnan → Kami-Ichiman → Línea Renraku → Heiwadōri 1 → Línea Jōhoku → Komachi → Línea Ōtemachi → Nishi-Horibata → Línea Jōnan → Minami-Horibata → Línea Hanazono → Estación Matsuyamashi

## Historia
- 1895: el 22 de agosto es inaugurada por la empresa Ferrocarril Dōgo cumpliendo el recorrido entre las estaciones Mitsuguchi (三津口駅 Mitsuguchi-eki?), actual estación Komachi, y Dōgo (道後駅 Dōgo-eki?), actual estación Onsen de Dōgo (道後温泉駅 Dōgo'onsen-eki?), y Matsuyama (posteriormente pasaría a llamarse Ichibanchō (一番町駅 Ichibanchō-eki?)). En su momento el ancho de via fue de 762 mm y el recorrido entre las estaciones Kiyachō y Dogo difería del actual.
- 1900: el 1° de mayo el Ferrocarril Dogo es absorbido por Ferrocarril Iyo, pasando a llamarse línea Dōgo (道後線 Dōgo-sen?).
- 1911: el 8 de agosto toda la línea pasa a tener un ancho de vía de 1067 mm y se electrifica.
- 1926: el 2 de mayo se elimina el tramo entre las estaciones Dōgo e Ichibancho.
- 1927: el 3 de abril se inaugura el tramo entre las estaciones kiyachō e Ichiman (一万停留場 Ichiman-teiryūjō?), esta última es la actual estación Kami-Ichiman (上一万停留場 Kamiichiman-teiryūjō?). El tramo entre las estaciones Komachi y kiyachō de la línea Dogo pasa a formar parte de la línea Jōhoku, simultáneamente se elimina el tramo entre las estaciones Dōgo y kiyachō.
- 1969: el 1° de diciembre se modifica el recorrido desde la estación Kami Ichiman hacia el Onsen de Dōgo, por el recorrido desde la estación Heiwadōri 1 hacia la estación Katsuyamachō (勝山町停留場 Katsuyamachō-teiryūjō?). El tramo entre las estaciones Heiwadōri 1 y Kami-Ichiman se elimina de la línea Jōhoku, reacondicionándose posteriormente para pasar a formar parte de la nueva línea Jōnan, actual línea Renraku.